# Zbigniew Szczypka

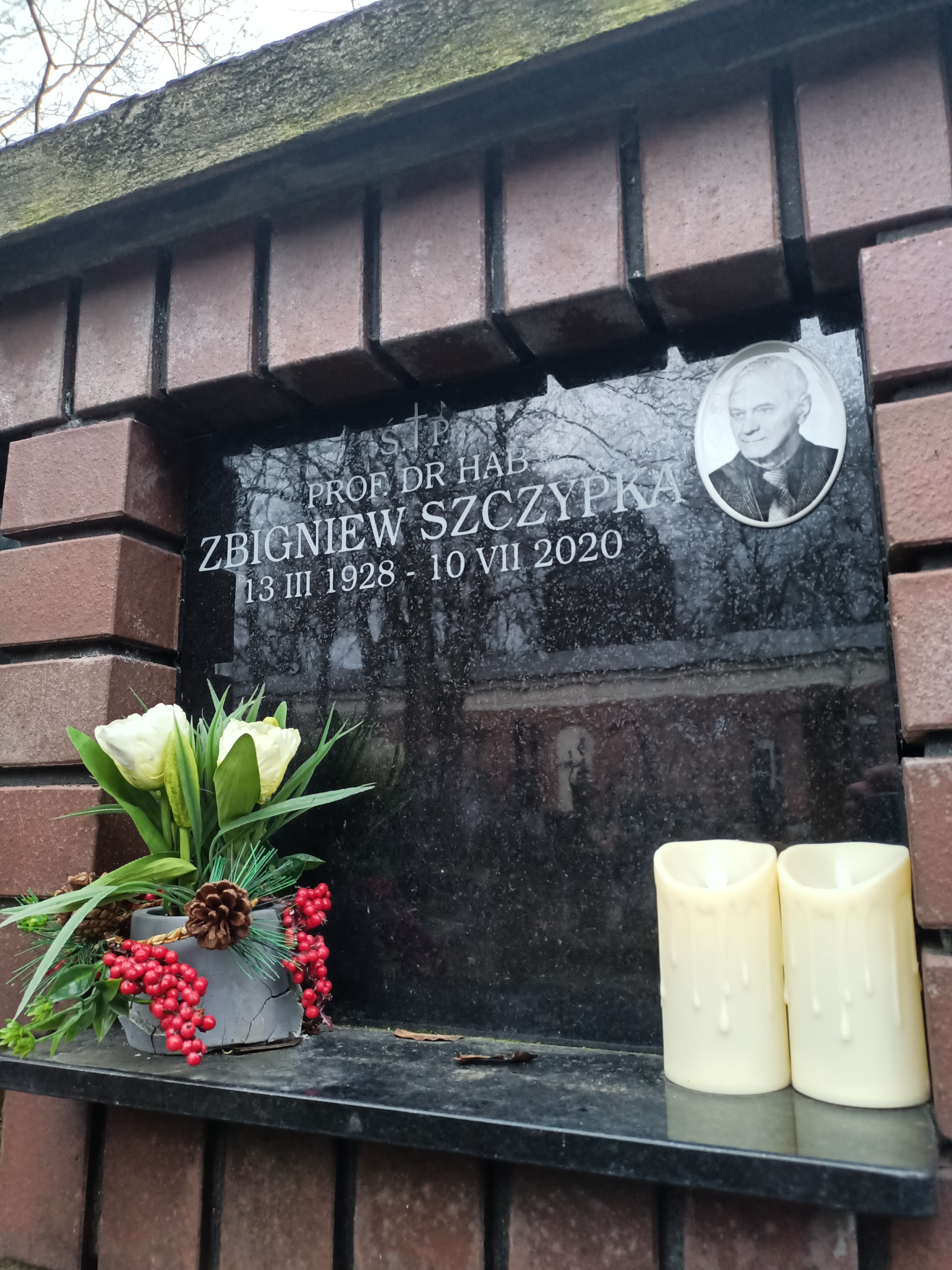
Grób Zbigniewa Szczypki na Cmentarzu Powązkowskim

Zbigniew Stanisław Szczypka (ur. 1928, zm. 10 lipca 2020) – polski specjalista w zakresie telekomunikacji, prof. dr hab.

## Życiorys
Obronił pracę doktorską, w 1989 habilitował się na podstawie pracy zatytułowanej Metoda estymacji zespolonego współczynnika odbicia na podstawie wielosondowego próbkowania rozkładu fali stojącej. Pracował w Wyższej Szkole Informatyki, Zarządzania i Administracji w Warszawie, oraz był zatrudniony na stanowisku profesora w Przemysłowym Instytucie Telekomunikacji S.A.
Zmarł 10 lipca 2020.